# Amtsstraße 12 (Zarrentin)

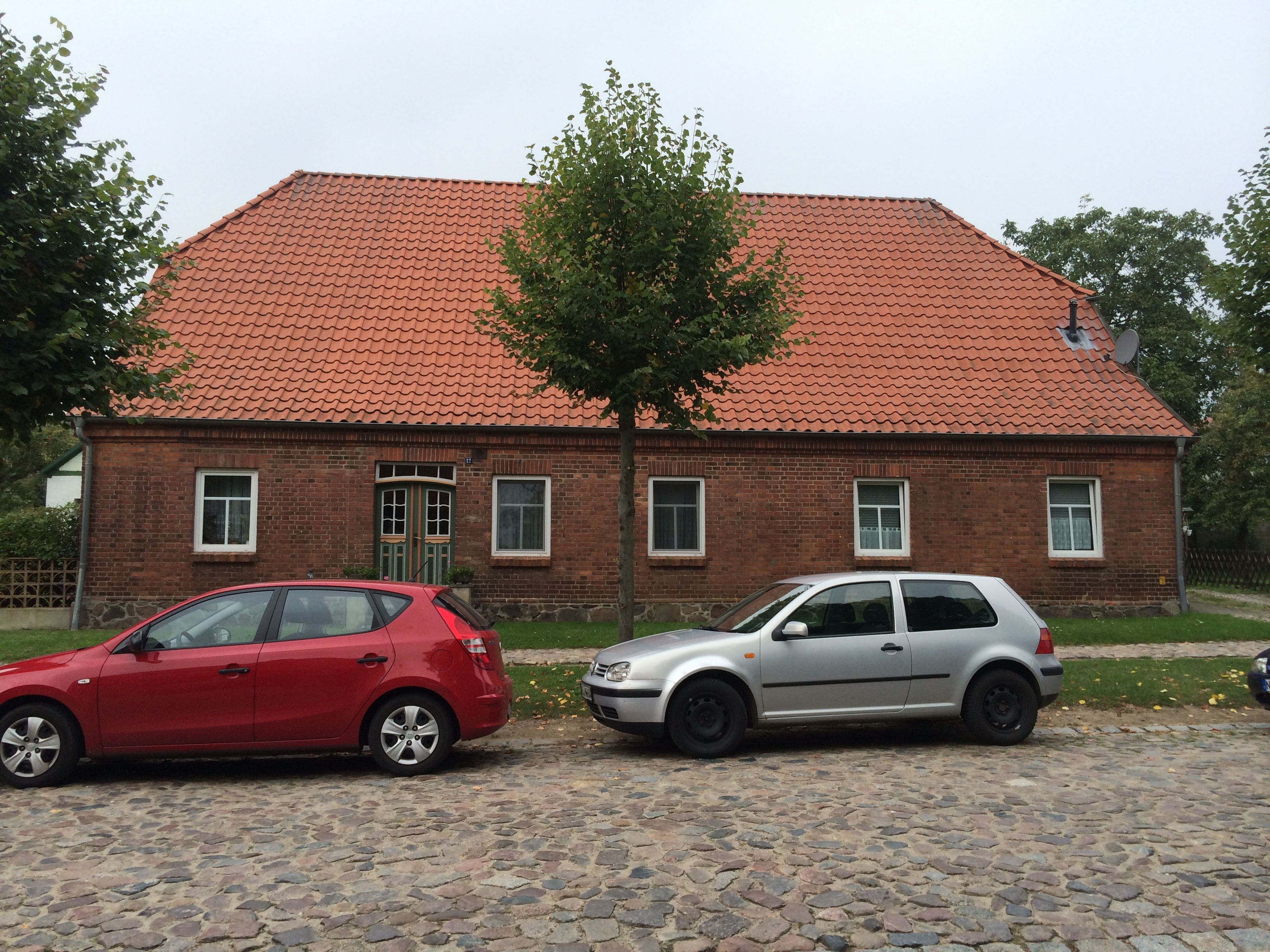

Das Wohnhaus Amtsstraße 12 in Zarrentin am Schaalsee (Mecklenburg-Vorpommern) wurde im 19. Jahrhundert gebaut und steht unter Denkmalschutz.

## Geschichte
Das eingeschossige verklinkerte Gebäude mit dem Krüppelwalmdach und einer bemerkenswerten Tür verkörpert eines der typischen Häuser in dem damals ländlichen Ort. Es wurde im Rahmen der Städtebauförderung um 2000 saniert.